# Theodor Plievier
Theodor Plievier, född 12 februari 1892 i Berlin, död 12 mars 1955 i Avegno, Schweiz, var en tysk författare.

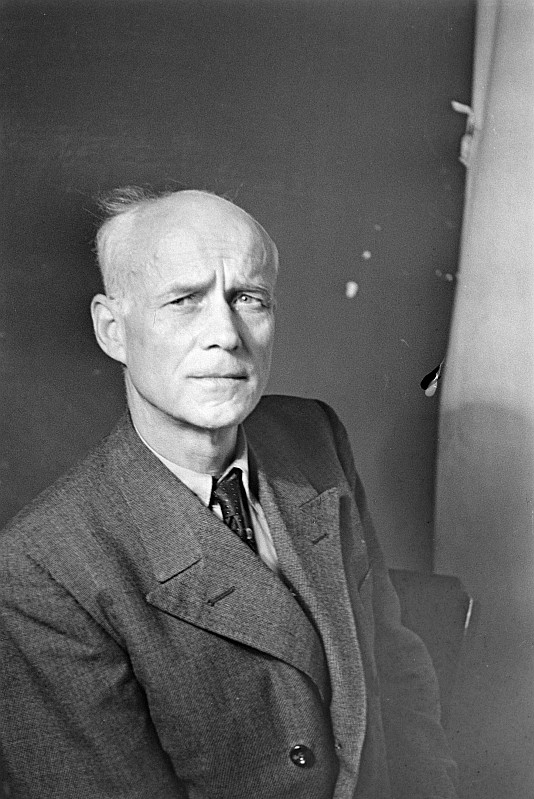

## Biografi
Plievier gick tidigt till sjöss, arbetade länge i Sydamerika, flydde 1933 från nazi-Tyskland till Sovjetunionen och återvände 1945.
Hans romaner byggde ofta på dokumentär grund, så t.ex. Stalingrad, som skildrade belägringen av Stalingrad under andra världskriget sedd ur tysk synvinkel. Också Moskva och Berlin ägnas två andra avgörande sammandrabbningar på östfronten under kriget.
Kejsarens kulier skildrar matrosupproret i Kiel 1918.